# Abdel Hakim Mohamed
Sameh Mahmoud Abdel Hakim Saleh Hussein Eissa Mohamed, noto semplicemente come Abdel Hakim Mohamed ma riportato talora come Mahmoud Mohamed, (19 aprile 1978), è un ex giocatore di calcio a 5 egiziano.

## Carriera
Come massimo riconoscimento in carriera vanta la partecipazione, con la nazionale egiziana, al FIFA Futsal World Championship 2000 in cui la selezione nordafricana è stata eliminata nel girone del secondo turno comprendente Brasile, Russia e Argentina. A livello di club, Mohamed ha giocato con i belgi del Kickers Charleroi nella stagione 2002-2003.